# 緬甸飲食

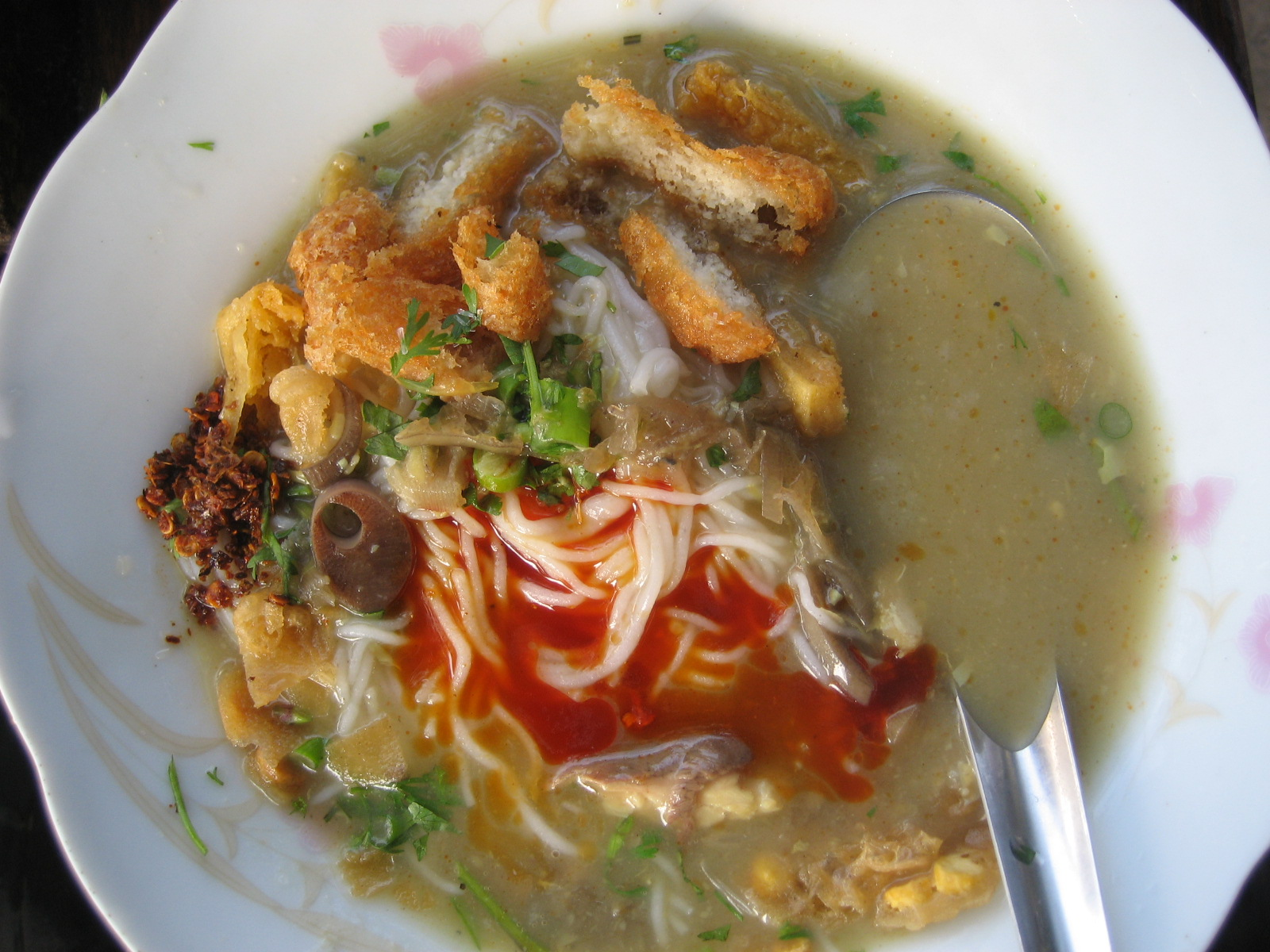
Mohinga，魚湯米粉，被廣泛認為是緬甸的國菜。

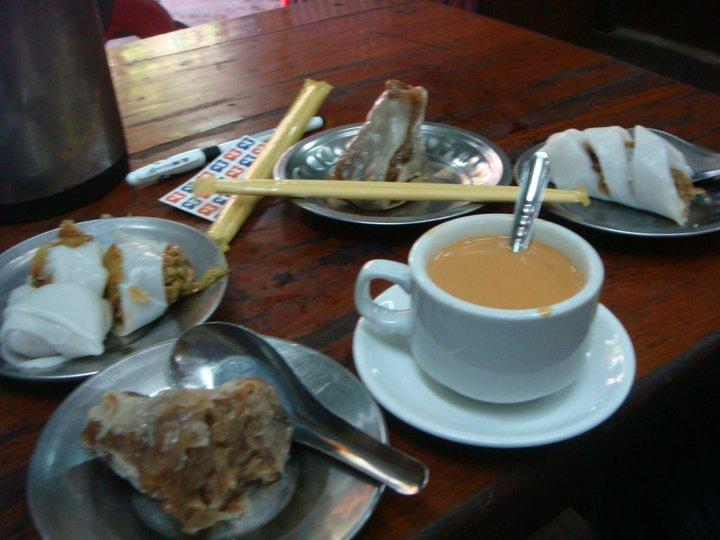
緬式奶茶與甜點。

緬甸盛產稻米，人民以稻米為主食。早餐常吃魚湯麵、椰子麵、椰子粥、涼拌麵、涼拌米粉及用糯米、椰子、白糖做的各種各樣的糕點小吃。
緬甸人有喝早茶的習慣。人們在茶館裡喝奶茶，吃肉包子、油條及油餅，還喜歡喝魚片湯、鴨肉粥等。
緬甸人在飲食方面較為節儉。常以魚蝦醬、辣椒、煮豆、酸菜葉湯佐飯。緬甸菜餚講究油、辣、香、鮮、酸、鹹。烹調方法多以炸、烤、炒、涼拌為主。炸烤食物易於保存，涼拌不需加熱，又能祛暑。緬甸瀕海多河，魚蝦豐富，易捕撈。在緬甸以魚蝦為原料製作的食品尤多。緬甸人喜歡將竹筍醃成酸筍，和其他蔬菜、肉類混炒，味道鮮美。